# 後藤七郎
後藤 七郎（ごとう しちろう、1881年（明治14年）9月7日 - 1962年（昭和37年）12月7日）は、大正から昭和時代の日本の外科学者、大日本帝国陸軍軍医。最終階級は陸軍軍医少将。位階勲等は正三位勲一等。胃・十二指腸潰瘍の権威で、日本初の輸血を行った人物として知られる。

## 経歴・人物
後藤貞治の三男として福岡県山門郡柳河村（現柳川市）にて生まれる。1907年（明治40年）12月、京都帝国大学福岡医科大学（現・九州大学医学部）卒業。翌年6月、陸軍二等軍医・歩兵第1連隊附となる。1909年（明治42年）京都帝国大学福岡医科大学大学院、1911年（明治44年）九州帝国大学医科大学大学院を経て、同年、同大講師となる。1914年（大正3年）医学博士。
翌年、医学研究のためイギリスおよびフランスに留学し、さらに翌年の1916年（大正5年）フランスにて開催された連合衛生委員会に出席する。同年、陸軍三等軍医正に進み、翌年の1917年（大正6年）12月、陸軍軍医学校教官に補任される。1919年（大正8年）11月、九州帝国大学教授・外科学第二講座担任に転じ、翌月より陸軍二等軍医正を併任する。
1927年（昭和2年）8月に九州帝国大学医学部附属医院長を経て、翌年、九州帝国大学医学部長・陸軍軍医監を併任する。さらに翌年の1929年（昭和4年）の9月から10月の1か月間、九州帝国大学総長事務取扱を務める。1942年（昭和17年）退官し、同大名誉教授。陸軍に復帰し、同年陸軍軍医少将に進級する。
ほか、九州帝国大学評議員、日本外科学会会長、同名誉会長などを歴任した。1919年（大正8年）日本初の輸血を膿胸患者に行い成功させた。

## 著作
単著
- 『実験治療社医学講筵刊. 第13輯（胃癌, 胃潰瘍及び胃潰瘍癌に就て）』実験治療社、1941年。

## 栄典
位階
- 1939年（昭和14年）3月 - 従三位[3]
- 1942年（昭和17年）3月 - 正三位[3]

勲章等
- 1934年（昭和9年）4月 - 勲二等旭日重光章[3]
- 1940年（昭和15年）4月 - 勲一等瑞宝章[3]

外国勲章佩用允許
- 1928年（昭和3年）3月 - レジオンドヌール勲章[3]